# Nunatak Bashnja
Nunatak Bashnja är en nunatak i Antarktis. Den ligger i Östantarktis. Norge gör anspråk på området. Toppen på Nunatak Bashnja är 1 100 meter över havet, eller 22 meter över den omgivande terrängen. Bredden vid basen är 1,1 km.
Terrängen runt Nunatak Bashnja är lite kuperad. Trakten är obefolkad. Det finns inga samhällen i närheten.